# Lycus foliaceus
Lycus foliaceus es una especie de escarabajo de alas de red perteneciente a la familia Lycidae. Lycus foliaceus es parte del género Lycus y de la familia de los escarabajos de alas rojas. Esta especie se encuentra en Sierra Leona y Guinea-Bisáu, así como otras regiones de África.

## Descripción
Posee mayor tamaño que especies similares o relacionadas, así como un mayor grado de expansión e inflación lateral de los élitros (forma transversal redondeada). Poseen una marca negra en el extremo apical del élitro que no se extiende al lado opuesto sino que protruye hacia adelante en tres o más particiones más o menos curvilíneas y no muy bien definidas. Márgenes suturales ligeramente cóncavos medialmente. Miden entre 15 a 23 milímetros (0,6 a 0,9 plg) de longitud.